# 努克里·列维什维利
努克里·列维什维利（Nukri Revishvili，1987年3月2日—），出生于格鲁吉亚库塔伊西，职业足球运动员，现效力于俄超球队马哈奇卡拉安日。
列维什维利代表格鲁吉亚参加的首个正式赛事是2006年世界杯预选赛，他代表球队连续两次出场。预选赛之前，他还在2005年参加过国家队的两场友谊赛。